# Scrapter whiteheadi
Scrapter whiteheadi is een vliesvleugelig insect uit de familie Colletidae. De wetenschappelijke naam van de soort is voor het eerst geldig gepubliceerd in 1996 door Eardley.